# The Trump Organization
The Trump Organization (Organizația Trump) (fosta Elizabeth Trump & Son) este un conglomerat american internațional cu capital integral privat cu sediul în clădirea Trump Tower care se află în cartierul de afaceri Midtown din districtul Manhattan, orașul New York. Ea cuprinde asociații de afaceri și de investiții ale celui de-al 45-lea și 47-lea președinte al SUA Donald Trump. Trump este președintele și directorul general al acestei organizații,  o poziție la care el va renunța, conform declarațiilor sale, înainte de preluarea mandatului de președinte al SUA, predând managementul companiei celor trei copii mai mari: Donald Trump Junior, Ivanka Trump și Eric Trump,  care în prezent sunt vicepreședinți executivi.
Organizația Trump obține profituri din amenajări imobiliare, investiții, brokeraj, vânzări și marketing, precum și din gestionarea proprietăților. Compania deține, administrează, investește și construiește imobiliare rezidențiale, hoteluri, stațiuni de vacanță, blocuri de apartamente și terenuri de golf în diferite țări și deține mai multe hectare de imobiliare de primă calitate din Manhattan. Ea are 515 filiale și organizații din care 264  poartă numele lui Trump și alte 54 includ inițialele sale. Cu investiții în Statele Unite și la nivel mondial, Organizația Trump cuprinde o varietate largă de industrii și agenții, inclusiv industria imobiliară, industria de construcții, industria hotelieră, industria de divertisment, publicarea de cărți și reviste, agenții mass-media, agenții de modă, agenții de comerț cu amănuntul, servicii financiare, cluburi de jocuri de societate, industria alimentară și a băuturilor, servicii de instruirea în domeniul afacerilor, agenții de voiaj on-line, servicii aeriene cu elicopterul și organizarea de concursuri de frumusețe. Aceasta deține o companie de televiziune din New York, care realizează emisiuni de televiziune, inclusiv programul de telerealitate, The Apprentice. Compania este angajată în comerțul cu amănuntul, vânzând în diferite perioade îmbrăcăminte de modă, bijuterii și accesorii, cărți, mobilier pentru casă, echipamente de iluminat, textile și accesorii de baie, lenjerie de pat, articole de parfumerie pentru casă, mici articole din piele, articole din sticlă pentru băuturi alcoolice, biftecuri, batoane de ciocolată și apă minerală îmbuteliată.
Organizația Trump a renunțat la o serie de proprietăți care continuă să poarte numele Trump, chiar dacă Donald Trump nu le mai deține. De exemplu, în februarie 2016, el a vândut pachetul de acțiuni deținut la Trump Entertainment Resorts (un operator de cazinouri), care deținea companiile afiliate Trump Taj Mahal, Trump Plaza și cazinourile Trump Marina din Atlantic City, New Jersey.